# Carme Bahí Anguera

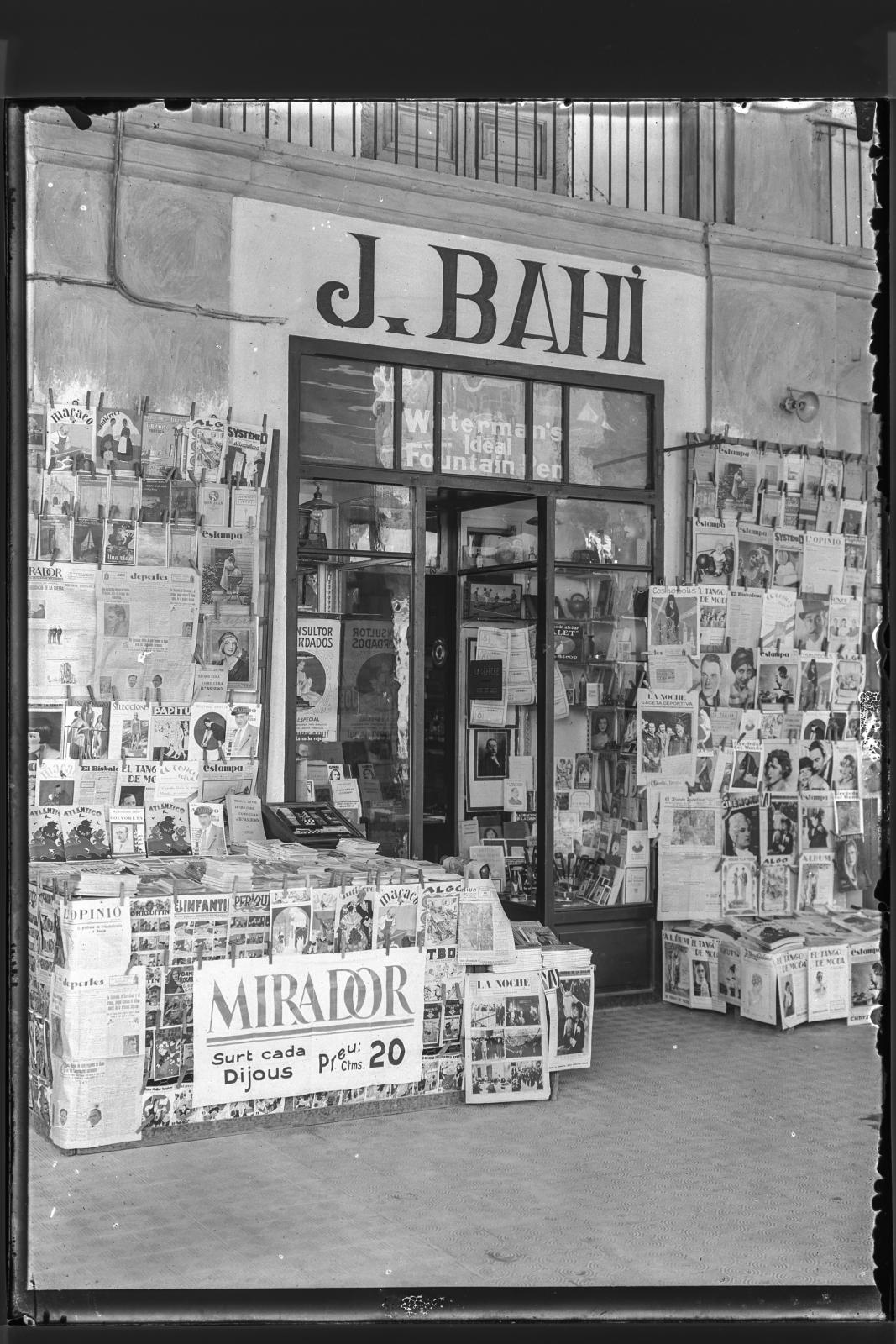
Llibreria Bahí. La Bisbal d'Empordà, 1929

Carme Bahí i Anguera (La Bisbal d'Empordà, 23 de setembre del 1909 - Mèxic, 1995), va ser una militant comunista i antifeixista, que s'exilià a Mèxic després del cop d'estat del 36 i amb l'adveniment del franquisme.    
Era la filla gran de Joan Bahí Font i d'Úrsula Anguera Platja i tota la família era políticament molt significada. Joan Bahí Font, anarquista, era ferroviari del tren petit del Baix Empordà i posteriorment va regentar una llibreria a la Bisbal fins al febrer del 1934. Carme Bahí Anguera tenia dos germans, Amor, que va morir abans de l'inici de la guerra, i Llibert.
Carme Bahí Anguera va militar a Estat Català, per passar després al Bloc Obrer Camperol (BOC) i més tard al Partit Obrer d'Unificació Marxista (POUM), on va dirigir el Socors Roig del partit. A Girona, va formar part de la fundació i organització de la Societat Pro-Infància Obrera, destinada a atendre els infants vinguts a Catalunya com a refugiats de guerra.
El 17 de juliol del 1936 es va casar amb Joan Parera Ruart –Nano– en una cerimònia civil, i per desig dels nuvis un dels testimonis fou un anarquista i uns altres dos del POUM. El 1938 naixia el seu únic fill, Amor. El 1939 s'exilià a França i tot seguit s'embarcà amb tota la família, pares i germà, a bord de l'Ipanema amb destí a Mèxic. Establerta a la capital asteca, regentà una polleria primer i després un estanc. Estant a l'exili va participar activament a l'Orfeó Català.
L'any 1980 la família tornà de l'exili, només durant cinc mesos.